# Der Panther (1985)
Der Panther ist ein französischer Kriminalfilm mit Alain Delon in der Hauptrolle. Regie führte José Pinheiro. Der Film startete am 30. Januar 1986 in den bundesdeutschen Kinos.

## Handlung
Daniel Pratt hat vor 10 Jahren den Polizeidienst quittiert und ist nach Afrika gegangen. Seine Tochter blieb in Frankreich und wird bei einem Diebstahlsverbrechen ihres Freundes Opfer eines Geheimkommandos, das den Verbrechern in Lyon durch Exekution das Handwerk legen will und diese kurzerhand erschießt. Pratt kehrt zurück, um die Mörder seiner Tochter zu finden. Die junge Kommissarin Sabine Clement ist mit dem Fall betraut und beobachtet ihn auf Geheiß ihres Vorgesetzten und Pratts Freund aus alten Tagen Stéphane Rainer.
Pratt ermittelt auf eigene Faust und erfährt von einem altbekannten Waffenhändler, dass die Mordwaffen (SPAS-12-Gewehre) an Abel am Polizeischießplatz übergeben wurden. Als die Bande wieder loszieht, um Kriminelle umzubringen, ist Pratt vor Ort und kann einen der Männer enttarnen, bevor er flüchtet. Er spürt ihn auf und schlägt ihn nieder, um die Namen der Kumpane zu erfahren. Abel tötet den verletzt im Krankenhaus liegenden Mitwisser.
Pratt findet einen nach dem anderen und die Bande dezimiert sich. Dabei entgeht er mehreren Mordanschlägen. Als die Bande bei Kommissarin Clement eindringt, um ihn zu suchen, wird diese angeschossen. Schließlich sucht er den letzten Mann neben Abel auf und tappt in eine Falle der Polizei. Er erfährt, dass der Tipp von Stéphane Rainer kam und kann mittels einer Geisel fliehen. Bei der anschließenden Verfolgungsjagd stürzt er in einen Fluss, woraufhin die Polizei seinen Tod annimmt. Währenddessen entpuppt sich Rainer als Drahtzieher des Kommandos und erschießt Abel, als er ihn nicht mehr braucht.
Pratt erfährt von Rainers Frau, dass Rainer mit deren Sohn in den Zirkus gegangen ist. Pratt schlüpft in die Rolle eines betrunkenen Clowns, den er in dessen Wagen überwältigt hat. Als solcher bringt er Rainer während eines Zaubertricks in seine Gewalt. Zurück im Wagen gesteht ihm Rainer, dass er die Verbrecher bekämpfen wollte, da er sich als Polizist so ohnmächtig gefühlt habe. Der Tod von Pratts Tochter sei nicht beabsichtigt gewesen. Pratt entschließt sich, Rainer nun doch nicht umzubringen, und zieht ohne seine Pistole von dannen. Rainer folgt ihm und legt auf ihn an, erschießt sich jedoch am Ende selbst.

## Kritiken
„Stellenweise harter Unterweltfilm, der vor allem als Action-Vehikel für den Hauptdarsteller Alain Delon dient; durch die Propagierung von Selbstjustiz zwiespältig.“

„Harter Unterweltfilm, in dem Alain Delon als ehemaliger Polizeikommissar zwischen die Fronten von Polizei und Gangster gerät, weil er seine ermordete Tochter rächen will.“

„Mitte der Achtzigerjahre wandte sich Frankreichs Leinwandstar Alain Delon mehr und mehr dem Actionkino zu. In diesem knallharten wie gewaltvollen Genrewerk, das José Pinheiro nach einem Buch in Szene setzte, an dem auch Delon mitarbeitete, glänzt der Darsteller und Produzent, der alle seine Stunts selbst ausführte, in der Rolle des einsamen Rächers, der die Mörder seiner Tochter mit allen Mitteln überführen will.“

## Hintergrund
- Gedreht wurde der Film hauptsächlich in Lyon. Die Nachtclub-Szene entstand in Paris, die afrikanischen Szenen in der Volksrepublik Kongo.[5]
- Die deutsche Version beinhaltete radikale Schnitte in Gewaltszenen, sodass der Film an vielen Stellen etwas abgehackt wirkte. Im Januar 2014 wurde seine Indizierung vorzeitig aufgehoben. Eine Neuprüfung der FSK ergab eine Freigabe ab 16 Jahren.[6]
- Der Panther war 1985 in Frankreich mit 2,5 Mio. Besuchern ein großer Kinoerfolg, noch vor der James-Bond-Folge Im Angesicht des Todes.[7][8]
- Drei Jahre später drehte Alain Delon Panther II – Eiskalt wie Feuer, einen Film mit ähnlicher Handlung über eine geheime Vereinigung und Selbstjustiz.[9]

### Filmmusik
Das italienische Lied „Una vita senza lacrime“ in der Bar auf der Schießbahn wurde von Drafi Deutscher produziert und von Nino de Angelo gesungen. Den Endtitelsong „I Don't Know“ sang Alain Delon zusammen mit Phyllis Nelson selbst.